# Volvo 900
A série Volvo 900 é uma linha de automóveis de segmento E produzidos pelo fabricante sueco Volvo Cars de 1990 a 1998. A Série 900 foi lançada em 1990 para substituir a Série 700 da qual derivou. Antes do final de sua produção, o 960 foi renomeado como Volvo S90 (sedã) e Volvo V90 (perua), e o 940 foi renomeado como 940 Classic, tornando-se o último carro com tração traseira da Volvo, até o Volvo XC40 de 2023.
As diferenças visíveis entre as séries 700 e 900 incluíam o estilo traseiro redesenhado dos modelos sedã (as últimas peruas 700 e as primeiras peruas 900 são visualmente idênticas). O 960 foi introduzido em 1991 junto com uma nova família de motores modulares, e depois foi substancialmente revisado para o ano modelo de 1995, melhorando o manuseio. A gama foi aumentada pelo novo Volvo 850 em 1991. O último 900 foi vendido em 1998. Algumas série 900 foram construídas como chassis para ambulâncias e carros funerários após a conclusão da produção principal.